# Grimmia torquata
Grimmia torquata là một loài Rêu trong họ Grimmiaceae. Loài này được Drumm. mô tả khoa học đầu tiên năm 1825.